# 林勇気
林 勇気（はやし ゆうき、1984年10月2日 - ）は、日本の女性アーチェリー選手。同志社大学卒業。堀場製作所所属。

## 略歴
1984年10月2日に兵庫県川西市で産まれる。
幼少時に父が買ってくれたディズニー映画のビデオ『ロビン・フッド』に夢中になり、矢のおもちゃをねだったり、小学校の木工クラブで弓を自作するようになる。松蔭中学校へ進学するとアーチェリー部へ入部する。2000年、松蔭高校1年の時に開催された2000年シドニーオリンピックではシドニーオリンピック日本選手団のアーチェリーのコーチは当時、兵庫県アーチェリー連盟理事長であった五百蔵正雄だった。顔見知りの五百蔵をテレビで見た林は、はじめて世界を意識することになる。
松蔭高校卒業後は、同志社大学へ進学する。中学、高校、大学と川西市の実家から通学していた。
2008年、北京オリンピックの日本選手団に選ばれ、その後の周囲の期待も高まったが、2011年秋に行われたロンドンオリンピックの選考会で不注意から右手首を負傷。代表入りを逃すと共に、一時は引退も考えるようになった。しかし、周囲に勧められてフィールドアーチェリーを行うようになり、好きだからやっていたと自分の原点を思い出して復活を遂げる。2016年リオデジャネイロオリンピックでは再び日本代表の座を獲得した。
堀場製作所では法務部に所属（2016年時点）。就業時間後は京都アクアリーナで練習していることが多い。
勇気の名は、水島新司の漫画『野球狂の詩』ほか数作品に登場する架空の人物で女性プロ野球選手の水原勇気から取ったもので、父親が名付けた。

## 主な成績
| 開催年 | 大会                                 | 開催地                     | 成績                              |
| ------ | ------------------------------------ | -------------------------- | --------------------------------- |
| 2001年 | 国民体育大会少年女子                 | 宮城県                     | 団体優勝                          |
| 2004年 | 世界学生選手権                       | スペイン                   | 団体銀メダル                      |
| 2005年 | 国民体育大会成年女子                 | 岡山県                     | 団体優勝                          |
| 2005年 | アジアグランプリ                     | 韓国                       | 団体銅メダル                      |
| 2005年 | 世界選手権                           | マドリッド                 | 団体8位                           |
| 2005年 | ユニバーシアード                     | イズミール                 | 団体4位、個人8位                  |
| 2005年 | アジア選手権                         | ニューデリー               | 団体5位                           |
| 2006年 | ワールドカップ                       | アンタルヤ                 | 団体4位                           |
| 2007年 | アジアグランプリ                     | バンコク                   | 団体銀メダル                      |
| 2007年 | アジア選手権                         | 西安                       | 団体銀メダル                      |
| 2007年 | オリンピックアジア大陸選考会         | 西安                       | 2位通過                           |
| 2007年 | 国民体育大会成年女子                 | 秋田県                     | 団体4位、個人2位                  |
| 2008年 | アーチェリー・ワールドカップ Stage 2 | ポレッチ                   | 団体8位                           |
| 2008年 | ワールドカップ Stage 3               | アンタルヤ                 | 団体8位                           |
| 2008年 | ワールドカップ Stage 4               | ボエ（フランス）           | 団体15位                          |
| 2008年 | 北京オリンピック                     | 北京                       | 団体8位                           |
| 2009年 | アジアグランプリ                     | バンコク                   | 個人銀メダル                      |
| 2010年 | ワールドカップ Stage 4               | 上海                       | 団体6位                           |
| 2010年 | アジア大会                           | 広州                       | 団体5位                           |
| 2012年 | フィールドアーチェリー世界選手権     | バルディゼール（フランス） | 個人6位                           |
| 2013年 | アジアグランプリ                     | バンコク                   | 団体金メダル、個人2銀メダル       |
| 2013年 | ワールドカップ Stage 2               | アンタルヤ                 | 団体銀メダル                      |
| 2016年 | リオデジャネイロオリンピック         | リオデジャネイロ           | 団体準々決勝戦敗退、個人1回戦敗退 |